# Melaleuca sylvana
Melaleuca sylvana là một loài thực vật có hoa trong Họ Đào kim nương. Loài này được Craven & A.J.Ford mô tả khoa học đầu tiên năm 2004.